# STARBLACKS
『STARBLACKS』は、槙ようこによる日本の少女漫画作品。サブタイトルは「舞い降りた伝説の女神」。集英社の『りぼん』において2005年4月号から2005年12月号まで連載された。略し方は「スタック」「スタブラ」「スタクー」など。

## 概要
『愛してるぜベイベ★★』の次回作になるが、内容および作画はがらりと変わり、ダークファンタジーな作風である。
千年後にしては現代的な風景は、作者曰く何度も滅びて復興した為であるという。
コミックス1巻の第1話は、本誌掲載時より絵に大幅な修正が加えられている。

## あらすじ
西暦2999年、この世界から神が消えた。そしてこの世は人の心に巣食う鬼に支配されようとしている。鬼を斬ることの出来る唯一の人間・新垣希咲は世界を鬼から救うため先祖の刀を手に鬼を倒していくことを決意する。

## 登場人物
新垣希咲（あらがき きさき）
コーヒーとメロンパンが大好きな女子高生。17歳。家は刀屋。戦国時代に鬼を倒し活躍した先祖・サキの生まれ変わり。頭はかなり良く、試験では10位をとったこともある。コーヒーがないとマジ切れする。スタイルの良さとブロンドの髪は生まれつきらしい。その高身長から幼少時にからかわれ、逆に正義感に目覚めた節もある。おばさん的に人懐こい面もあったが、愛する人々を守る為に心を剣に売り、彼女は徐々に人間から離れていく。そして自分の心が人間から離れていくことについて苦悩するが……。
新垣隆蔵（あらがき りゅうぞう）
希咲の弟。家の家事のほぼ全てを行っている。破天荒な姉に振り回されることも多いが、大切に思っている。
新垣謙蔵（あらがき けんぞう）
希咲達の父親。刀屋をやっている。先祖の刀を南京錠と鎖で封じた「開かずの間」に長い間保管しつづけ、その秘密も知っていた。妻は子どもたちが小さい頃家を出たらしい。
シスター
母親の居ない希咲の母代わり。希咲の良き理解者。神を信じる数少ない人間。住んでいた教会が壊されてしまったため、絶望して鬼を産んでしまう。その後、希咲の家に居候している。
田岡玲（たおか れい）
希咲の同級生。家はお金持ちらしく、刀や珍しい骨董品を集めている。その収集の過程で「鬼を斬る刀」の存在を知り、希咲に興味を持った。
弓野ツキ（ゆみの ツキ、弓野月?）
隆蔵の同級生。少し変わった女の子。隆蔵が好きでいつもそばにひっついている。神を信じる者がいない世界で何故か神を信じており、今ではあまり見かけない野に咲く花を愛していた。ストーリーの終盤に鬼に襲われた際に体が機械のように描かれており、ストーリーのキーパーソン的な人物だったとも考えられる。作者曰く、この時代に至るまで世界が度々滅びているとの事。彼女の素性はその設定と関係があるようにも思われたが、全てが明かされぬまま、「あの結末」に至る。
ずっきー（愛称）
希咲のクラスメイトで友達。特技は自分に関する（どうでもいい）暴露。いつも、おかっぱ頭の女子と眼鏡をかけた女子（ともに希咲の友達）とつるんでいる。
仁（じん）
ホームレスの青年。親の反対を押し切り商売に手を出したが失敗した。その絶望が鬼を招いたが、希咲に救われる。
狩島カナ（かりしま カナ、カナは漢字不明）
希咲のクラスのリーダー（委員長的役割）。頭が良く学年1位の成績。三宅とは小学校からの友人で、片想いをしていた。そのため三宅の彼女である由に嫉妬し、鬼を生み出してしまう。
三宅（みやけ）
希咲の同級生。
杉江由（すぎえ ゆう）
希咲の同級生。三宅の彼女で、狩島に嫌がらせを受けていた。
サキ
希咲の先祖である刀鍛冶。希咲に容姿が似ている。鬼を斬り続けることと引き換えに、心を売った女性。その後は不明だが恐らく鬼になったと思われる。

## 書誌情報
1. 2005年9月15日、ISBN 4-08-856638-6
2. 2006年1月13日、ISBN 4-08-856662-9